# Роменский, Михаил Дамианович
Михаи́л Дамиа́нович Роме́нский (1887—1971) — советский украинский оперный певец (бас). Народный артист Украинской ССР (1946). Лауреат Сталинской премии второй степени (1949).

## Биография
М. Д. Роменский родился 9 (21 декабря) 1887 года в Курске в семье чиновника. Учился в Курском землемерном училище и в Музыкальных классах А. М. Абазы. В 1913—1916 годах учился в Московском музыкально-драматическом училище при Московском филармоническом обществе. С 1917 года выступал в оперных театрах Петрограда, Одессы, Томска, Новосибирска. С 1920 года — солист Ростовского-на-Дону оперного театра, с 1934 года — ХАТОБ, в 1942—1958 годах — КУАТОБ имени Т. Г. Шевченко. В 1947—1952 годах преподавал в КГК имени П. И. Чайковского.
Выступал как концертный певец.
М. Д. Роменский умер 24 ноября 1971 года. Похоронен в Киеве на Байковом кладбище.

## Творчество
Владел мощным, ярким, выразительным голосом широкого диапазона, совершенной певческой техникой. В оперных спектаклях выступал на ведущих партиях до 70 лет. Создал свыше 80 разнохарактерных образов в операх русских, украинских, западноевропейских композиторов. Среди всех оперных работ наиболее совершенные — Иван Сусанин, Тарас Бульба.
Некоторые оперные партии М. Д. Роменского:
- «Иван Сусанин» М. И. Глинки — Иван Сусанин (отмечена в 1949 году Сталинской премией второй степени)
- «Руслан и Людмила» М. И. Глинки — Руслан
- «Русалка» А. С. Даргомыжского — Мельник
- «Мазепа» П. И. Чайковского — Кочубей
- «Фауст» Ш. Гуно — Мефистофель
- «Севильский цирюльник» Дж. Россини — дон Базилио
- «Богдан Хмельницкий» К. Ф. Данькевича — Гаврило
- «Запорожец за Дунаем» С. С. Гулак-Артемовского — Карась
- «Тарас Бульба» Н. В. Лысенко — Тарас Бульба
- «Наталка-Полтавка» Н. В. Лысенко — Выборный
- «Молодая гвардия» Ю. С. Мейтуса — Валько
- «Война и мир» С. С. Прокофьева — Кутузов

Имел широчайший концертно-камерный репертуар. В концертах выступал практически до самой смерти. С особым успехом исполнял украинские и русские народные песни и романсы.

## Награды и премии
- орден Ленина (30.06.1951)
- Народный артист Украинской ССР (1946)
- Сталинская премия второй степени (1949) — за исполнение заглавной партии в оперном спектакле «Иван Сусанин» М. И. Глинки[2]
- Диплом лауреата ВФДМТ (1957) — за исполнение партии Кутузова в оперном спектакле «Война и мир» С. С. Прокофьева